# Bcl-2
Bcl-2 – heterogenna grupa białek, regulująca uwalnianie cytochromu c i AIF z mitochondriów. Niektóre białka, takie jak Bcl-2 czy Bcl-XL, zapobiegają apoptozie, hamując uwalnianie tych czynników, podczas gdy inne białka, takie jak białka Bax, Bak, Bid, Bad pobudzają ich uwalnianie.
Bcl-2 i Bcl-xL są czynnikami hamującymi apoptozę tymocytów podczas ich dojrzewania w grasicy.